# They All Laughed
They All Laughed es una película de 1981 dirigida por Peter Bogdanovich. Está basada en el guion escrito por Bogdanovich y Blaine Novak.

## Elenco
- Audrey Hepburn ....  Angela Niotes
- Ben Gazzara ....  John Russo
- Patti Hansen ....  Sam (Deborah Wilson)
- John Ritter ....  Charles Rutledge
- Dorothy Stratten ....  Dolores Martin
- Blaine Novak ....  Arthur Brodsky
- Linda MacEwen ....  Amy Lester
- George Morfogen ....  Leon Leondopolous
- Colleen Camp ....  Christy Miller
- Sean H. Ferrer ....  Jose